# Зелчеста гъба
Зелчестите гъби (Sparassis crispa) са вид агарикални гъби от семейство Sparassidaceae.
Таксонът е описан за пръв път от Елиас Магнус Фрис през 1821 година.

## Вариетети
- Sparassis crispa var. crispa
- Sparassis crispa var. laminosa